# كيو كيدز
مجلة كيو كيدز هي مجلة سعودية شهرية تصدر باللغة الإنجليزية، وتعتمد على القصص الكرتونية، يصدرها الناشر عبد الرحمن العقيل. صدر العدد الأول منها في يناير 2004، وهي تصدر بتصريح من مجلة الرسالة. تصدر المجلة في السويد، وعنوان بريدها: ص. ب 158582 الرياض.
قطع المجلة 26×18 سم. وتنشر قصص كرتون تبلغ 24 صفحة ملونة من بين 36 صفحة، وهناك قصص نثرية بقلم لينا كيلاني، تنشر المجلة المسابقات والألغاز والتسالي، وصفحات التلوين، وقصصاً قصيرةً لربيعة ديلبرت، كما أن المجلة تنشر قصصاً مسلسلة. هناك فهرس مصور في الصفحتين 5، 4، وهناك فكاهات واختلافات مرسومة بريشة فواز، تخلو المجلة من المسابقات ذات الجوائز، وأيضاً من مساهمات القراء، ولا تنشر المجلة صور القراء، إلا أن هناك إعلانات عن كتب تربوية باللغة الإنجليزية للأطفال. يحوي الغلاف على إشارة إلى مواد العدد وإلى قصصه وشخصياته، وليس هناك شخصيات ثابتة ولا توجد إشارة إلى سعر العدد داخل السعودية أو خارجها.

## فريق العمل
- رئيس التحرير: فهد الحجي
- المدير الفني: وائل الأرناؤوط

### المحررن
- إنجلين مكليرن
- ربيعة ديلبرت

### الكتاب
- نبيل فاروق
- محمد حمزة
- أحمد العباسي
- لينا كيلاني
- خالد عبد العزيز

### الرسامون
- فواز أحمد
- هانم فتحي
- هاني صالح
- منال محجوب